# زبان‌گاوماهیان
زبان‌گاوماهیان (Cynoglossidae) نام یکی از خانواده‌ها از ماهیان است.
این خانواده از راسته کفشک‌ماهی‌شکلان (Pleuronectiformes) است.